# Себерна
Себерна — деревня в Шуйском районе Ивановской области. Входит в состав Колобовского городского поселения.

## География
Находится в южной части Ивановской области на расстоянии приблизительно 10 км на юг-юго-восток по прямой от районного центра города Шуя.

## История
Деревня была отмечена на карте 1840 года. В 1859 году здесь (тогда деревня в составе Шуйского уезда Владимирской губернии) был учтен 31 двор.

## Население
Постоянное население составляло 218 человек (1859 год), 20 в 2002 году (русские 100 %), 13 в 2010.